# Gouden stekelmuis
De gouden stekelmuis (Acomys russatus) is een knaagdier uit het geslacht der stekelmuizen (Acomys).

## Verwantschap
Deze soort behoort tot het ondergeslacht Acomys, maar heeft daarbinnen geen nauwe verwanten. De vorm lewisi Atallah, 1967 uit Jordanië is door sommigen als een aparte soort erkend. Het karyotype bedraagt 2n=66.

## Verspreiding
Deze soort komt voor van Egypte ten oosten van de Nijl via Israël, Jordanië en Saoedi-Arabië tot Oman en noordelijk Jemen.